# Portrait d'Érasme écrivant
Le Portrait d'Érasme écrivant est un tableau réalisé en 1528 par le peintre bâlois d'origine allemande Hans Holbein le Jeune. De format vertical, cette peinture à l'huile exécutée sur un panneau en bois de tilleul est le portrait à mi-corps d'Érasme en train d'écrire dans un intérieur, aperçu par son profil gauche. Sa composition reprend celle d'une peinture de 1523 qui se trouve au Kunstmuseum de Bâle, en Suisse, en en remplaçant le fond neutre par un rideau à motif floral à gauche et des boiseries à droite. Achetée par Louis XIV à Everhard Jabach en 1671, elle est elle-même conservée au musée du Louvre, à Paris, en France.

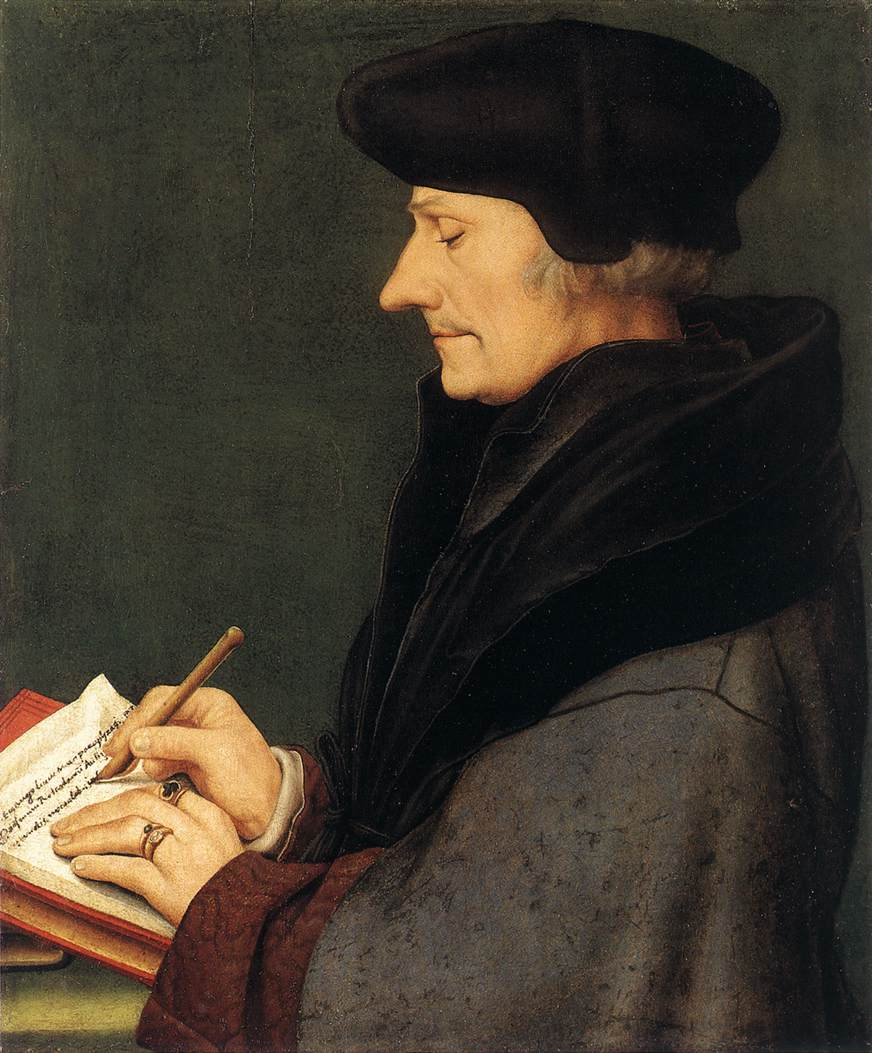
Portrait d'Érasme de Rotterdam écrivant, 1523 – Kunstmuseum, Bâle.